# Läckö slott

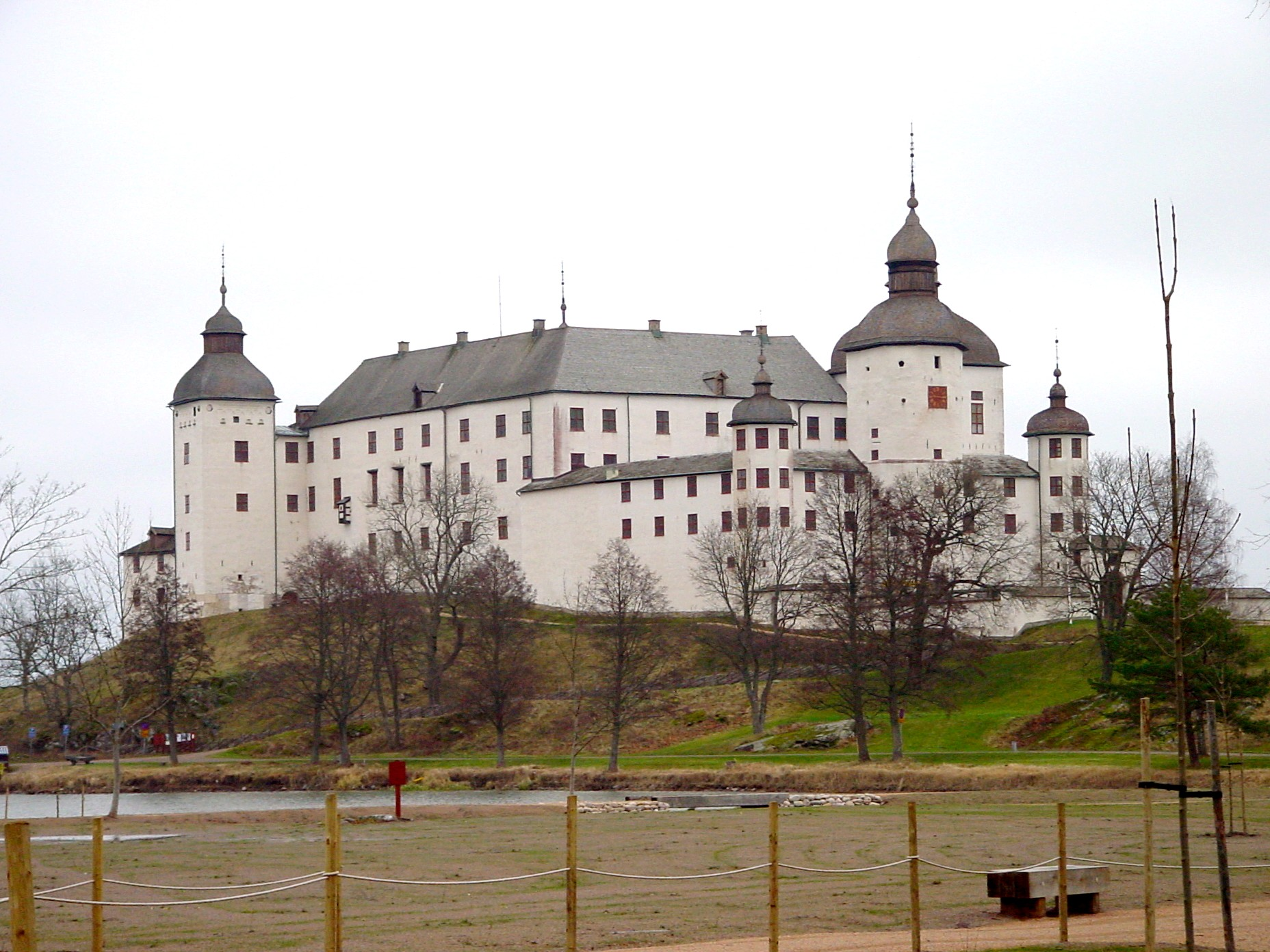
Läckö slott

Läckö slott (Kasteel Läckö) is een kasteel in Västergötland in Zweden.
In 1298 liet bisschop Brynolf Algotsson van Skara een vesting op het eiland Kållandsö aanleggen. Het complex werd tot in de 14e eeuw gebouwd, maar rond 1470 door een brand verwoest. Op dezelfde plek werd een nieuwe burcht gebouwd.

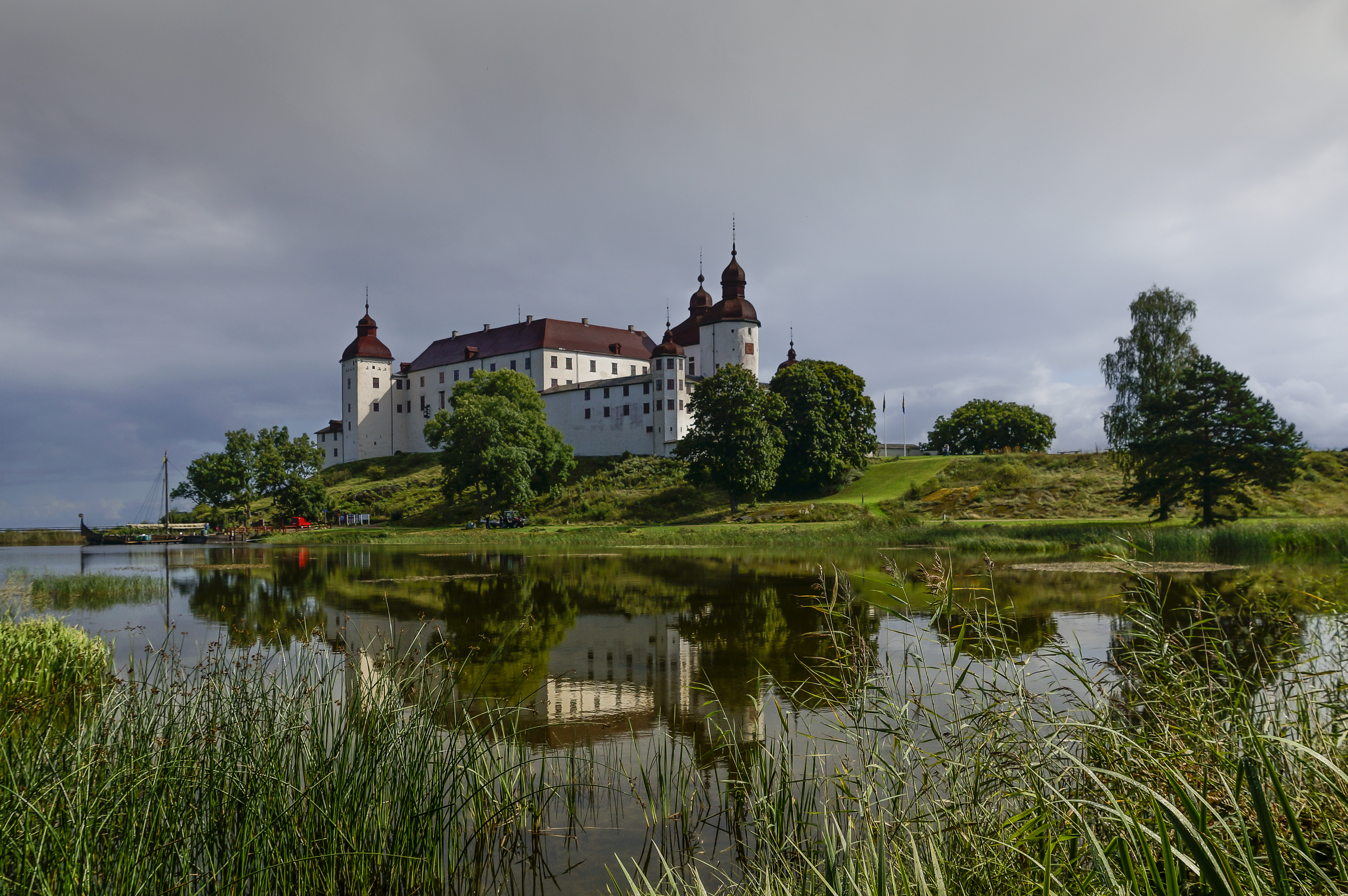